# Polyrhachis yarrabahensis
Polyrhachis yarrabahensis é uma espécie de formiga do gênero Polyrhachis, pertencente à subfamília Formicinae.